# Nala Sinephro
Nala Sinephro es una música de jazz experimental caribeño-belga que reside en Londres. Es conocida por sus composiciones de jazz ambiental, en las que toca principalmente el arpa de pedal, el sintetizador modular, los teclados y el piano. En 2021, publicó su primer álbum de estudio, Space 1.8, en Warp Records con el que obtuvo gran éxito por parte de la crítica. El álbum ocupó un lugar destacado en las listas de fin de año de varias publicaciones musicales, lo que aumentó su visibilidad de forma significativa. 

## Biografía
Nala Sinephro pasó su infancia en Bélgica, en las afueras de Bruselas, en las cercanías de un bosque. Su madre era profesora de piano y su padre saxofonista de jazz. Sobre su infancia, Sinephro señala: "Éramos las únicas personas de color en un trayecto de 20 minutos, seguras y apartadas, pero también aisladas. El bosque lo sentía como parte de mi jardín".
Durante su adolescencia, desarrolló un tumor en la mandíbula: "Nadie en la escuela sabía lo que me estaba pasando. Solo mi madre quien siempre estaba llorosa. Pero me encogí de hombros y pensé "¡A la mierda, seré una supermujer. Sobreviviré!". La exitosa  extirpación del  tumor culminó en un período de vida hedonista, en la que frecuentaba los clubes de Bruselas para localizar música hardcore y así "poder evadirse".

## Trayectoria

### Inicios musicales
Después de que sus sueños de convertirse en una bioquímica se vieran truncados por un profesor de instituto, Sinephro se trasladó a un instituto de enseñanza artística, que contaba con un departamento de jazz. Mientras estudiaba y experimentaba con diferentes instrumentos, descubrió el arpa: "Sentía que tenía mi propio lenguaje. Fuerte, pero discreto."  En su estancia en un campamento de verano de jazz en España, sus profesores la recomendaron a Berklee College of Music en Boston. Al cabo de un año de trabajar como ingeniera de sonido en directo, dejó la universidad  y se trasladó a Londres, donde asistió brevemente a una segunda universidad de jazz, de la que también salió pronto: "Solo había 10 personas de color en esta gran escuela. Yo quería estudiar allí, pero me sentía mal. No puedes tener un departamento de jazz y aceptar solo estudiantes blancos".
Sinephro se introdujo en la escena del jazz de Londres, convirtiéndose en contemporánea de saxofonistas como Shabaka Hutchings y Nubya García, y del colectivo de improvisación de jazz Steam Down: "La gente pensaba que era suave, tranquila y que me abanicaba con el arpa, ¡pero soy una perra dura! Hago y digo lo que quiero, y no tengo ningún miedo.”  Sus actuaciones con Steam Down se hicieron regulares, al tiempo que trabajaba con el director artístico de la London Contemporary Orchestra, Robert Ames.

### Space 1.8
Sionephro escribió las canciones de Space 1.8 entre 2018 y 2019. Escribía para piano, y grababa las partes de arpa y sintetizador en su casa antes de entrar en el estudio  Pink Bird para grabar con los colaboradores del álbum, entre los que se encontraban la saxofonista Nubya García y el saxo James Mollison, el batería Jake Long y los bajistas Twm Dylan y Wonky logic. Con respecto a la estilo minimalista del álbum, comentó: "No voy a intentar impresionar a la gente con 60 acordes y locas melodías. Quería probar la simplicidad: la posibilidad de presionar una nota como si fuera una tonelada".
A partir de junio de 2020, Sinephro presenta su propio programa de NTS Radio y cada episodio queda archivado en el sitio web.

## Vida personal
Sinephro vive en Tottenham, en el norte de Londres. Tiene familia radicada en la isla caribeña, Martinica. Durante la pandemia de COVID-19, Sinephro pasó períodos de dos meses largos viviendo en Martinica. Durante este tiempo, comenzó a buscar y grabar los sonidos de un raro pájaro de montaña para usarlos en una futura grabación.

## Discografía
Álbumes de estudio
- Espacio 1.8 (2021)
- Endlessness (2024)

Como invitada
- "Tympanum" (2021) - Robert Ames
- "Together is a Beautiful Place to Be (Nala Sinephro Remix)" (2021)- Nubya García